# Krystyna Rybicka
Krystyna Rybicka z domu Kielan primo voto Bąkowska (ur. 24 lutego 1924 w Sokołowie Podlaskim, zm. 26 grudnia 2007 w Filadelfii) – polska parazytolog i histochemik, badaczka zjawiska apoptozy, wyróżniona medalem „Sprawiedliwy wśród Narodów Świata”.
W 1934 przeprowadziła się wraz z rodziną do Warszawy. Przed wojną była harcerką. W czasie okupacji zaangażowała się w organizację Pomoc Żołnierzowi. Ukończyła Szkołę Główną Gospodarstwa Wiejskiego w Warszawie. Pracowała jako docent w Instytucie Parazytologii PAN. Od 1970 mieszkała w USA, pracując w kilku instytutach naukowych, w tym między innymi: w Uniwersytecie stanu Massachusetts, w Texas Heart Institute (Houston, stan Teksas), w Brookhaven National Laboratory (Long Island, stan Nowy Jork); w US Public Health Service Hospital (Staten Island, stan Nowy Jork), w Uniwersytecie Vanderbilta (Nashville, stan Tennessee) oraz w Uniwersytecie Pensylwanii (Filadelfia, stan Pensylwania).
2 stycznia 1991 została wyróżniona wraz z rodzicami Franciszkiem i Marią z d. Osińską tytułem Sprawiedliwy wśród Narodów Świata za pomoc udzieloną w czasie okupacji niemieckiej żydowskim dziewczynkom: Janinie (Janie) Prot (1926–2011) oraz Romanie Laks (ur. 1935). Jej siostra Zofia Kielan-Jaworowska otrzymała ten tytuł w 1999.